# Delitti contro le confessioni religiose
I delitti contro le confessioni religiose, nell'ordinamento giuridico italiano, sono previsti e puniti dal codice penale al capo I del titolo IV (delitti contro il sentimento religioso e contro la pietà dei defunti) del libro II (dei delitti in particolare).

## Le fattispecie

### Vilipendio della religione dello Stato (art. 402)
La Corte costituzionale, con sentenza n. 508 del 2000, ha dichiarato l'illegittimità costituzionale di predetta disposizione.
Il vilipendio fu introdotto nell'ordinamento giudiziario italiano nel 1889 (il cosiddetto Codice Penale «Zanardelli»). Fino ad allora il reato previsto in casi simili era quello di blasfemia. Questo Codice tutelava l'espressione della libertà religiosa, in forma sia individuale che collettiva, senza discriminazioni tra i culti. L'accusa sussisteva solo laddove vi era volontà di offendere la fede professata dalla persona offesa, e questa presentava querela. Il Codice Penale del 1930 (cosiddetto «Codice Rocco»), invece, ripristinò il trattamento preferenziale per la religione cattolica, discriminando gli altri culti. Inoltre, con i suoi articoli non intendeva solo proteggere la manifestazione esteriore della fede, ma anche la fede religiosa per sé medesima, cioè come istituzione: per far scattare il reato bastava il dolo generico, non più l'intenzione di offendere.

### Offese a una confessione religiosa mediante vilipendio di persone (art. 403)
Un atto della Corte Costituzionale stabilì nel 2005 l'illegittimità dell'ex art. 403 comma 2, nella parte in cui prevedeva una pena detentiva maggiorata di un terzo nel caso di vilipendio alla religione cattolica, non più considerata religione di Stato. Dopo una condanna in primo grado a Padova, la questione fu sollevata in appello a Verona dagli avvocati difensori di Adel Smith, allora presidente dell'Unione dei Musulmani d'Italia, a seguito della denuncia presentata da un gruppo di cittadini e avvocati italiani contro le sue esternazioni televisive su un'emittente locale veneziana nei confronti del Crocifisso Cristiano e della Chiesa Cattolica, rispettivamente definiti come l'immagine di un «cadavere in miniatura» e un'associazione per delinquere capeggiata da un «abile doppiogiochista» extracomunitario (l'allora papa Karol Wojtyla).
Adel Smith aveva scritto un testo in reazione al libro La forza della ragione di Oriana Fallaci, querelandola a Bergamo per vilipendio alla religione islamica.

Nel 2003 aveva ottenuto dai giudici italiani l'ordine di rimuovere, entro 30 giorni, qualsiasi simbolo religioso dalla scuola elementare e materna Antonio Silveri di Ofena, frequentata dai due figli. e, a gennaio del 2006, era stato condannato in primo grado per aver gettato un Crocifisso fuori dalla finestra dell'ospedale aquilano, nel quale era ricoverata la madre.

## Interventi legislativi
Gli articoli 403, 404 e 405 del codice penale sono stati modificati nel 2006 in seguito all'iniziativa di revisione dei reati d'opinione; in tale occasione il legislatore ha altresì disposto l'abrogazione dell'art. 406 c.p., in tema di delitti contro i culti ammessi nello Stato, in quanto è venuta meno ogni distinzione tra offese alla religione cattolica ed offese alle altre religioni. In seguito alle sentenze della Corte costituzionale e alla riforma del 2006, i delitti contro le confessioni religiose sono tornati in gran parte al modello del codice Zanardelli.